# Brünhild

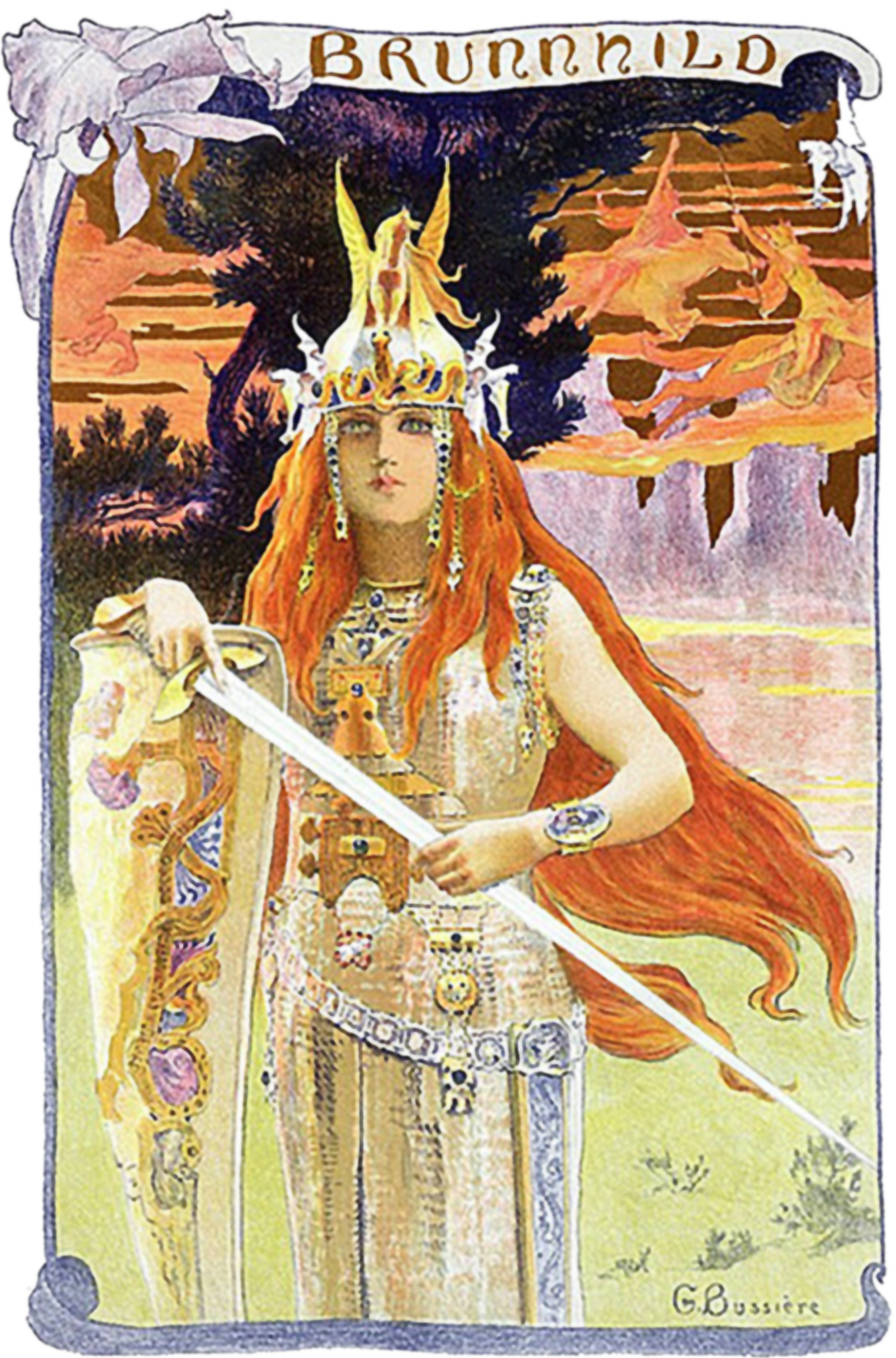
Brünhild (hier Brunnhild geschrieben) von Gaston Bussière, 1897

Brünhild oder Brunhild (mittelhochdeutsch Prünhilt oder Prunehilde, altisländisch Brynhildr) ist eine mythologische Figur aus dem nordischen Sagenkreis.

## Namensformen und Bedeutung
Die früheste bekannte reale Trägerin dieses Namens war die westgotische Prinzessin und Merowinger-Königin Brunichildis (so die häufigste Schreibung in den überlieferten Quellen, andere Namensformen: Brunechilde oder Brunehilde), die Sigibert I. (535–575), den König des fränkischen Ostreichs, heiratete. Sprachgeschichtlich fand etwa vom 8. bis zum 10. Jahrhundert ein Lautwandel im Althochdeutschen statt, bei dem auch in dem Namen Brunichildis durch das i der nachfolgenden Silbe das vorherige u zu einem ü wurde; es handelt sich also um einen i-Umlaut. Daher wird der Name in den deutschen Texten der Nibelungensage mit ü geschrieben, in neuhochdeutscher Orthographie Brünhild. Im Altisländischen fand ebenfalls ein i-Umlaut statt; die normalisierte altnordische Form des Namens lautet Brynhildr, eingedeutscht Brynhild.
Der Name ist (in allen Varianten) zusammengesetzt aus zwei Teilen, nämlich Brünne (eine Art Panzerung, altisländisch brynja) und Hild (altisländisch Hildr), ein Frauenname, der von einem Wort für „Kampf“ abgeleitet ist. Somit wirkt dieser Name passend für eine kämpfende Frau; Hildr ist auch der Name einer Walküre in der nordischen Mythologie.

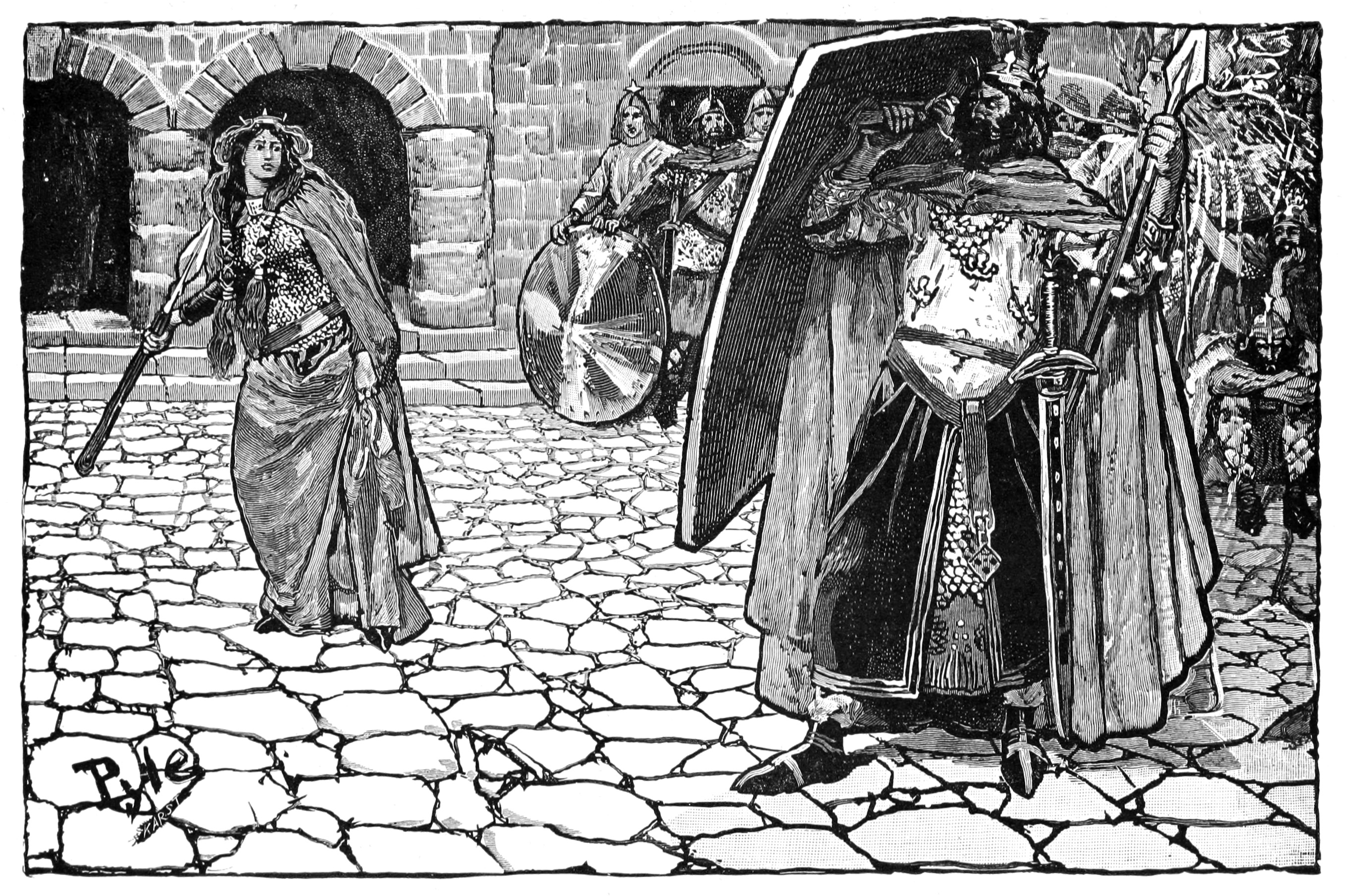
Brünhild hat ihren Freier zum Speerwurf herausgefordert und beginnt mit dem Werfen (Howard Pyle, 1882)

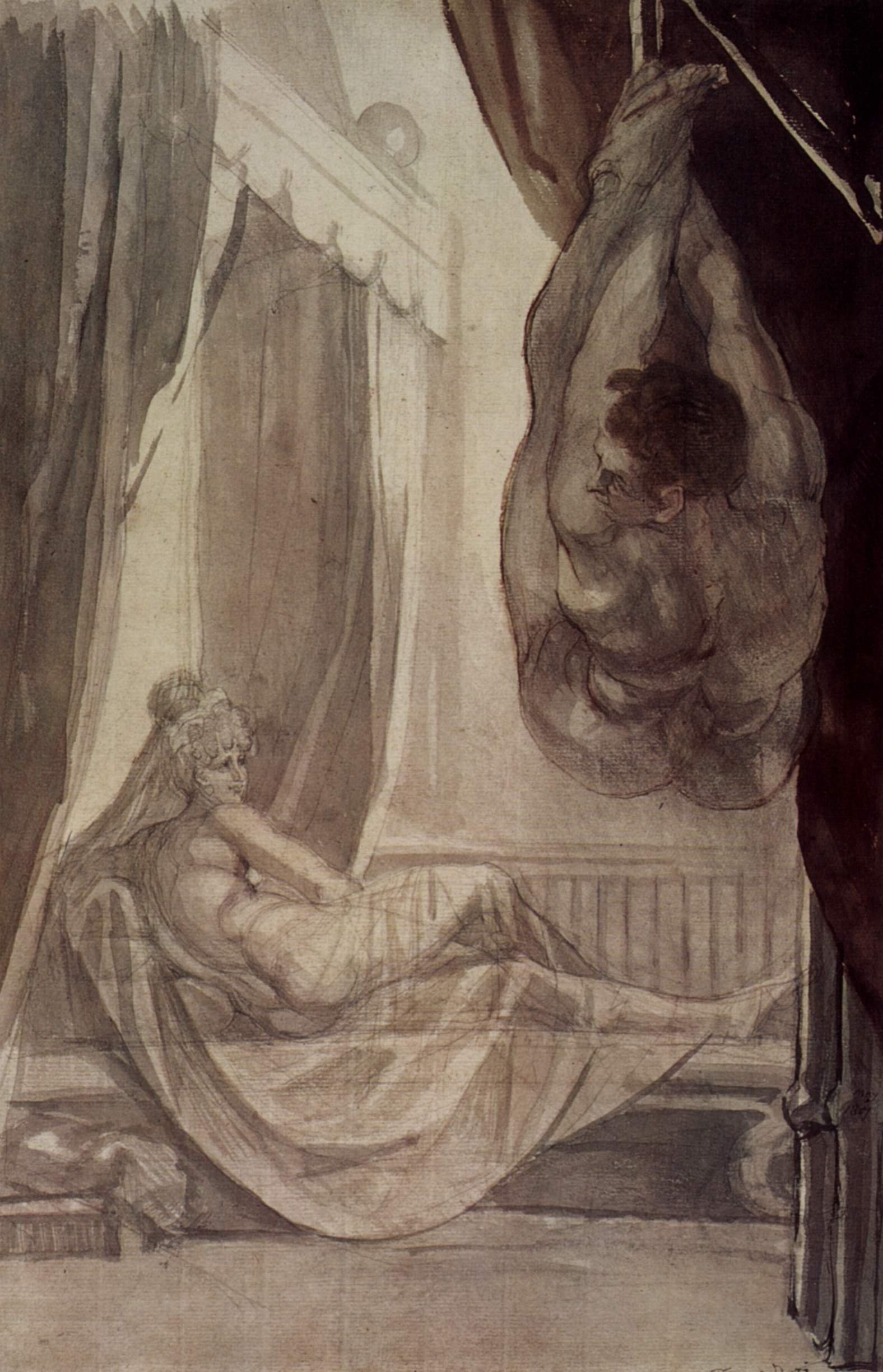
Brünhild lässt Gunther in der Hochzeitsnacht hängen (Aquarell von Johann Heinrich Füssli, 1807)

## Brünhild im Nibelungenlied
Im Nibelungenlied wird Brünhild als Königin von Island vorgestellt, um die Gunther freien will. Die Jungfrau mit übernatürlichen Kräften fordert ihren Brautwerber allerdings zu einem Wettstreit heraus, den Gunther durch eine Täuschung mit Unterstützung von Siegfried gewinnt. In Worms findet die Hochzeit von Gunther und Brünhild statt, sie hat aber Verdacht geschöpft und verweigert den Vollzug der Ehe. Eine weitere Täuschung mit Siegfrieds Unterstützung bringt Brünhild zur Einwilligung und mit der Jungfräulichkeit verliert sie auch ihre Kräfte. Sie bringt einen Sohn zur Welt, der Siegfried genannt wird. Erst Jahre später erfährt sie von Einzelheiten des Betrugs.
Brünhild trägt im Nibelungenlied wesentlich zur Entwicklung der Handlung bis zu Siegfrieds Tod bei, verschwindet dann aber bis auf zwei kleinere Erwähnungen gänzlich aus dem Epos. Erst in der Klage, die eine Art Fortsetzung des Nibelungenliedes darstellt, tritt sie wieder auf, als man ihr den Tod Gunthers meldet. Ihre Figur wird immer mehr in einen höfischen Kontext gedrängt, man könnte sogar sagen, sie würde innerhalb desselben gezähmt. In der Klage ist nichts mehr von der Wildheit einer kriegerischen Königin zu spüren.

## Weitere mittelhochdeutsche Quellen
Brünhild tritt auch in dem Versepos Biterolf und Dietleib auf.

## Nordische Versionen
Der Nibelungenstoff existiert auch in nordischen Versionen, die aber alle erst ab Ende des 13. Jahrhunderts, also etwas später als das Nibelungenlied, schriftlich aufgezeichnet wurden. Die nordischen Versionen unterscheiden sich stark voneinander. In den folgenden Werken tritt Brynhild auf:
1. Einige Lieder der Liederedda genannten Sammlung: Die älteste erhaltene Handschrift entstand etwa 1270. Die in ihr enthaltenen Lieder waren unterschiedlich alt, als sie niedergeschrieben wurden, gestalten untereinander zum Teil sehr verschiedene Varianten der Sage und sind zum Teil sogar in sich selbst widersprüchlich, insbesondere was das Verhältnis von „Erweckungssage“ (Brynhild als schlafende Walküre, die von Sigurd erweckt wird) zu „Werbungssage“ (Brynhild wird von Sigurd für seinen Schwager Gunnar geworben) betrifft.
2. Eine harmonisierende Nacherzählung der Eddalieder in der Edda des Snorri Sturluson: Snorri verfasste sie um 1220, kannte aber die Lieder schon in einer Form, die der der Liederedda sehr ähnlich ist.
3. Eine Prosaauflösung in der Völsunga saga, die um 1250 auf Island entstand (aber nur in einer Abschrift aus der Zeit nach 1400 erhalten ist) und außer den damals existierenden nordischen Versionen auch die des Nibelungenliedes miteinbezieht.
4. Einige Abschnitte der Thidrekssaga, die vermutlich ebenfalls um 1250 entstand, aber in Norwegen. Die Saga ist bereits in einer Handschrift von etwa 1280 erhalten. Die Thidrekssaga weist starke Spuren direkter deutscher Vorlagen in Schriftform auf. Diese waren aber untereinander widersprüchlich, was der norwegische Redaktor nicht ausglich, sondern die widersprüchlichen Erzählungen nacheinander anordnete. Einige der deutschen Vorlagen der Thidrekssaga entsprachen genau der Vorlage des Nibelungenliedes; einige waren jünger und kannten bereits das Nibelungenlied (in der Nibelungenlied-Fassung C), und einige gestalteten die Sage ganz anders als das Nibelungenlied.
5. Spätere Werke, die auf die genannten schriftlichen Werke des 13. Jahrhunderts zurückgehen; zu ihnen gehören z. B. die färöischen Sigurdlieder (Sjúrðar kvæði), darunter Brynhilds Lied (Brynhildar táttur), und dänische Balladen.[1]

### Liederedda
An den Beginn der Sigurdlieder stellt die Liederedda ein Überblicksgedicht in Form einer Prophezeiung. Obwohl dieses Lied nur 53 Strophen lang ist, erzählt es die Geschichte nicht ohne Widersprüche: Nachdem Sigurd den Drachen Fafnir getötet und dessen Schatz an sich genommen hat, wird er sich auf den Weg zu Gjuki machen und den Schatz dazu benutzen, den Brautpreis für Gjukis Tochter Gudrun (altisländisch Guðrún) zu bezahlen. Unterwegs dorthin wird er eine schlafende Walküre erwecken. Diese wird hier nicht Brynhild genannt; das Lied nennt ihren Namen nicht, sagt aber, dass sie seit dem Tod des Helgi dort liege. Die Walküre in den Liedern über Helgi Hundingstöter, der in den Eddaliedern der Nibelungensage zu einem älteren Halbbruder Sigurds gemacht wird, heißt aber Svava. Dann verlobt sich Sigurd bei seinem Gastgeber Heimir (bekannt aus der Überlieferung zu Aslaug) mit Brynhild, der Tochter Budlis und Schwester Atlis, ohne dass gesagt wird, ob sie dieselbe Person sein soll wie die eben erweckte Walküre oder wohin diese aus der Geschichte verschwunden ist. Dann kommt Sigurd zu Gjuki, wo ihm dessen Frau Grimhild einen Zaubertrank gibt, der bewirkt, dass er Brynhild vergisst und ihre Tochter Gudrun heiratet. Sigurd verhilft daraufhin seinem Schwager Gunnar zur Heirat mit Brynhild. Aus dem Konflikt zwischen den beiden Frauen wird Sigurds Tod erwachsen. Dieses Überblicksgedicht ist wichtig, weil in der Haupthandschrift der Liederedda eine Lage fehlt. Aus der Handschrift wurde ein Teil herausgerissen, und zwar jener, der von der Erweckung der Walküre bis zum Plan von Sigurds Ermordung handelt.
Das letzte Teilstück des Sigurd-Komplexes vor der Eddalücke enthält Folgendes: Sigurd erhält nach dem Drachenkampf von Kleibern die Prophezeiung, dass er auf dem Weg vom Drachenkampf zu Gjuki auf dem Hindarfjall („Berg der Hinde“) einen goldenen, wie Feuer leuchtenden Saal vorfinden werde, in dem eine schlafende Walküre liege. Odin habe sie in Schlaf versetzt, weil sie andere Männer gefällt hatte, als er wollte. Auf dem Berg sieht Sigurd ein Feuer leuchten. Als er hinkommt, ist dort stattdessen ein Schildzaun, und innerhalb davon ein in Rüstung schlafender Mensch. Sigurd nimmt dessen Helm ab und sieht, dass es kein Mann, sondern eine Frau ist. Er versucht, ihr die Rüstung abzunehmen, aber diese ist wie festgewachsen. Da durchschneidet er die Rüstung, woraufhin sie erwacht. In einem Prosakommentar berichtet sie, was in der Vogelweissagung steht und nennt sich Sigrdrifa. Sie führt Sigurd in Geheimwissen ein, wie magische Segenssprüche, Heilzauber und Runenzauber. Damit bricht das Lied ab.
In den auf die Lücke folgenden Eddaliedern wird Brynhild zum ersten Mal genannt, als sie nach der Ermordung Sigurds triumphiert, dass die Niflungen nun allein über die Lande herrschen könnten, die sonst Sigurd an sich gerissen hätte. Doch habe Sigurd nicht Gunnar gegenüber Eide gebrochen, sondern nur ihr gegenüber. In den Liedern über Sigurds Tod erklärt Brynhild, dass Sigurd bei der Werbung für Gunnar sein Schwert zwischen sie und sich selbst gelegt hatte, also Gunnar nicht betrogen wurde. Betrogen worden sei nur sie, und zwar durch den Bruch der Verlobung. Deshalb habe sie Sigurds Tod gewollt. Als Sigurds Leiche verbrannt wird, begeht Brynhild Selbstmord; ihre Leiche wird zugleich mit seiner verbrannt.
Ein weiteres Lied, Helreið Brynhildar („Brynhilds Fahrt in die Unterwelt“), berichtet, sie sei eine Walküre gewesen und habe gegen den Willen Odins einem Helden zum Siege verholfen. Odin habe sie daraufhin in Schlaf versetzt und bestimmt, nur ein Furchtloser, der ihr das Gold Fafnirs brächte, könne sie wecken (dieses Motiv wurde später von Richard Wagner übernommen). Dann umschloss er ihren Saal mit Feuer. Sigurd habe die Voraussetzungen erfüllt und sie erweckt, dann sei er acht Nächte keusch bei ihr gelegen. Später habe Gudrun behauptet, Sigurd habe mit Brynhild geschlafen, wodurch sie vom Werbungstrug erfuhr. Dieses Lied verbindet also die Erweckungssage mit dem Werbungstrug.

### Snorra-Edda

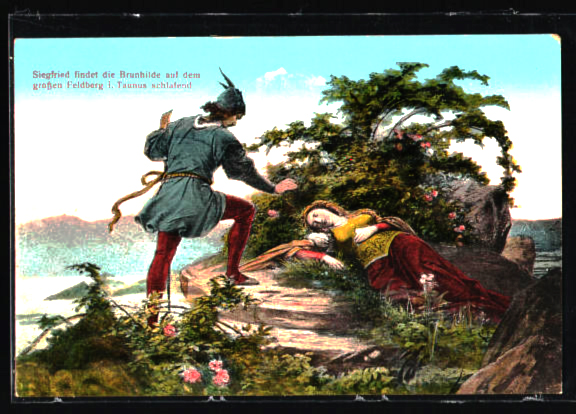
Variante der „Erweckungssage“ vor dem Hintergrund des Brunhildenfelsens (Christian Leopold Bode)

Für Snorri ist die erweckte Walküre mit Brynhild identisch. Die Erweckung fasst er folgendermaßen zusammen: „Sigurd ritt, bis er auf dem Gebirge ein Haus antraf; darin schlief eine Frau, die trug Helm und Brünne. Er zog das Schwert und schnitt ihr die Brünne vom Leib. Da erwachte sie und nannte sich Hild; sie wird Brynhild genannt und war Walküre. Sigurd ritt weiter und kam zu König Gjuki.“ Nach der Hochzeit Sigurds mit Gudrun heißt es weiter: „Sigurd und Gjukis Söhne gingen auf Werbungsfahrt, um für Gunnar bei Atli, Budlis Sohn, um Brynhild, dessen Schwester, zu werben. Sie saß auf dem Hindarfjall (‚Berg der Hinde‘); um ihre Halle lag vafrlogi (‚Waberlohe‘, zuckende Flammen), und sie hatte geschworen, nur den zum Mann zu haben, der es wagte, die Waberlohe zu durchreiten. Da ritten Sigurd und die Söhne des Gjuki – sie heißen auch Nibelunge – auf den Berg, und Gunnar sollte die Waberlohe durchreiten. Doch sein Hengst Goti wagte nicht ins Feuer zu springen. Da tauschten Sigurd und Gunnar mit Hilfe des Oegishjalmrs die Gestalt und die Namen, denn sein Hengst Grani wollte unter niemandem außer Sigurd gehen. Sigurd sprang auf Grani und durchritt die Waberlohe. Am selben Abend feierte er Hochzeit mit Brynhild. Aber als sie ins Bett kamen, zog er das Schwert Gram aus der Scheide und legte es zwischen sie. Und am Morgen schenkte er Brynhild als Morgengabe den Goldring Andvaranaut, den Loki dem Andvari genommen hatte, und nahm von ihrer Hand einen anderen Ring als Andenken. Dann ritt Sigurd zu seinen Gefährten zurück. Er und Gunnar tauschten wieder die Gestalten und zogen mit Brynhild heim zu Gjuki.“
Mit der Nennung von Loki und Andvari hat Snorri Sigurd und Brynhild in die Geschichte über das von Urzeiten an verfluchte Gold eingebunden, das jedem, der es besitzt, den Tod bringt. Dass Brynhild Schwester von Atli ist, bindet die Sage vom Untergang der Nibelungen am Hofe Atlis in anderer Form an Sigurds Tod an, als es aus den übrigen Quellen bekannt ist: Nicht Kriemhild/Gudrun will sich an den Brüdern für die Ermordung Siegfried/Sigurds rächen, sondern Atli für den Tod seiner Schwester Brynhild, die sich nach Sigurds Tod selbst das Leben nahm.

### Völsunga saga

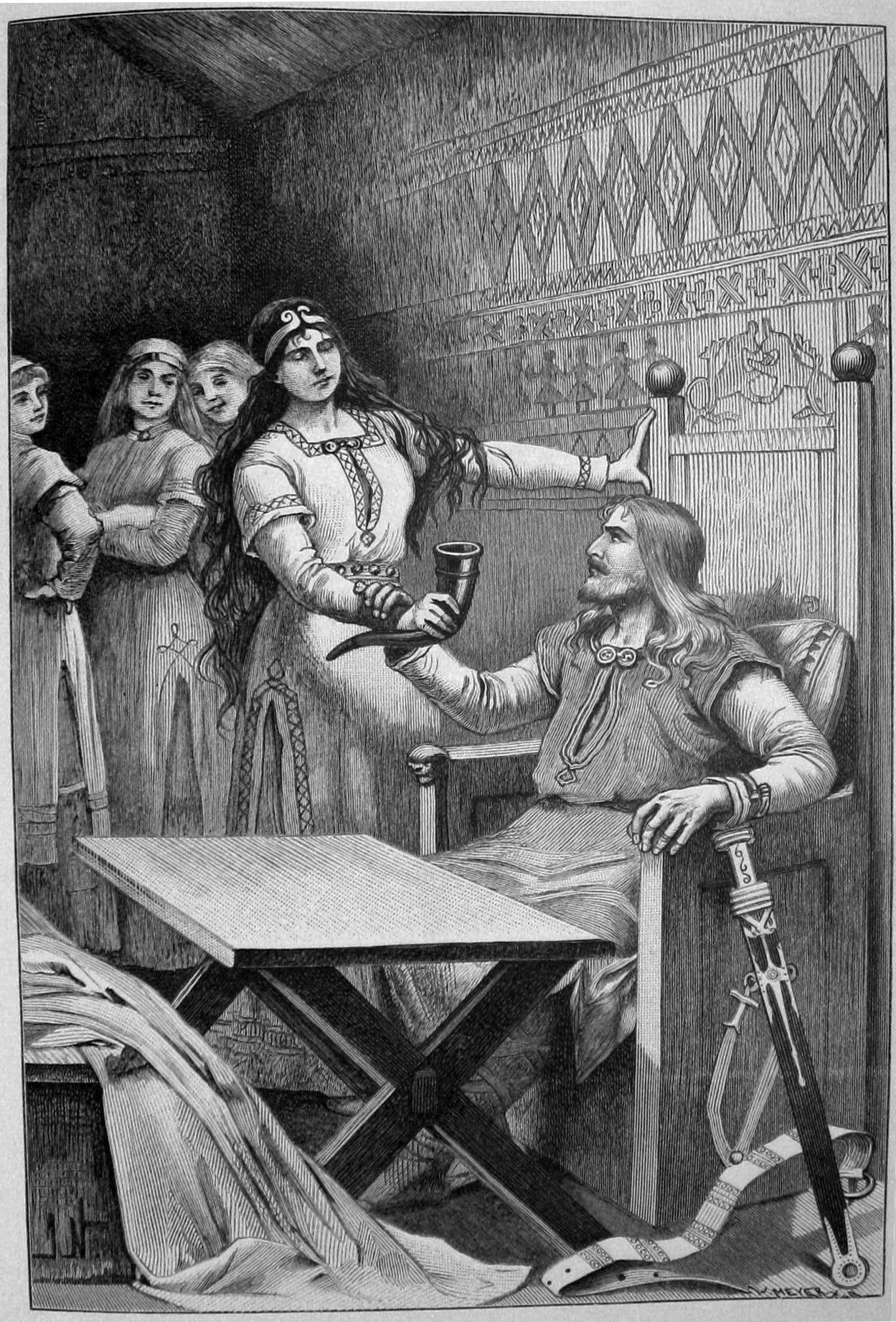
Brynhild begrüßt Sigurd (Jenny Nyström, 1893)

In der Völsunga saga ist Brynhild sowohl Walküre (mythische Kampfjungfrau) als auch Mensch, und zwar Tochter Budlis und Schwester Atlis. Zunächst ist sie, wie bei Snorri, die von Sigurd auf dem Hindarfjall Erweckte. In der Völsunga saga wird, ohne Entsprechung bei Snorri, auch erzählt, dass Brynhild und Sigurd sich nach der Erweckung verlobt und eine Tochter, Aslaug, gezeugt hatten. Dann weilt Brynhild als Ziehtochter bei Heimir und hat ihre und Sigurds Tochter Aslaug bei sich. Die Völsunga saga schiebt noch ein Treffen zwischen Sigurd und Brynhild ein, bei dem sie ihre Versprechen erneuern. Dann aber, berichtet die Saga, habe Gudruns Mutter Grimhild Sigurd einen Vergessenstrank gegeben, damit er Brynhild vergesse und ihre Tochter Gudrun heirate. Hier kennt Brynhild außer Sigurd auch Gudrun schon vorher: Brynhild deutet ihr einen prophetischen Traum. Auch in der Völsunga saga freit Sigurd in Gunnars Namen um Brynhild, lässt sie unberührt und nimmt ihr den unheilbringenden Ring Andvaranaut, den er ihr bei ihrer vorherigen Verlobung gegeben hatte, heimlich weg, um ihn Gudrun zu schenken. Der Königinnenstreit spielt in einem Fluss (wie auch in der Snorra-Edda): Die höherrangige Frau darf weiter hinauswaten, um sich die Haare mit sauberem Wasser zu waschen; die niederrangigere muss mit dem schmutzigen Wasser, das die erste schon getrübt hat, vorliebnehmen. Gudrun wird zornig und weist als Beweis für den Werbungstrug den Ring vor. Brynhild verlangt den Tod eines der an diesem schändlichen Betrug Beteiligten mit den Worten „Ich will nicht zwei Männer in einer Halle haben“. Die weitere Handlung folgt ziemlich genau den in der Liederedda auf die Lücke folgenden Liedern: Ermordung Sigurds, anschließend Selbstmord Brynhilds. Ihre Tochter Aslaug wird Heldin in einer anderen, späteren Saga (Ragnars saga loðbrókar).

### Thidrekssaga
In der Thidrekssaga ist Brynhild zunächst Herrin einer Burg im Reich der Sueben, die vor allem dadurch berühmt ist, dass auf dem ihr zugehörigen Gestüt die besten Hengste gezüchtet werden. Sigurd wurde in der Thidrekssaga (anders als im Nibelungenlied, aber auch anders als in den nordischen Versionen der Nibelungensage) nach seiner Geburt ausgesetzt und von einer Hirschkuh aufgezogen, bis ihn ein im Wald lebender Schmied namens Mimir fand. Nachdem Sigurd zu einem kräftigen jungen Mann herangewachsen und in einen Streit mit seinem Ziehvater geraten war, wollte der Schmied ihn von seinem Bruder, einem Drachen namens Regin, fressen lassen. Hier ist also Reginn der Drache und nicht wie in den anderen Überlieferungen sein Bruder Fafnir.
Sigurd erschlug jedoch den Drachen. Um nicht selbst ebenfalls erschlagen zu werden, versprach Mimir ihm ein Pferd von Brynhilds Gestüt. Von ihr erfährt er seinen Namen: Siegfried, wie in der deutschen Vorlage; später geht die Handschrift allerdings auf die nordische Form Sigurd über. Danach tritt Brynhild erst wieder auf, als Sigurd bereits mit Grimhild, der Schwester Gunnars (Grimhild und Gunnar entsprechen Kriemhild und Gunther des Nibelungenliedes) verheiratet ist und seinem Schwager Gunnar vorschwärmt, er wisse für ihn die „schönste Frau der Welt“, nämlich Brynhild. Die Werbung um Brynhild erfolgt offen, ohne Werbungstrug, aber Brynhild ist böse auf Sigurd, weil er die Verlobung mit ihr gebrochen hatte (von der die Thidrekssaga allerdings zuvor nicht berichtete). Ein Betrug erfolgt nur, als Sigurd, für Gunnar, Brynhild im Bett bezwingen muss; dies geschieht ohne magische Mittel (im Gegensatz zum Nibelungenlied gibt es hier keine Tarnkappe oder sonstige magische Hilfsmittel): Im Schutze der Finsternis entjungfert Sigurd sie auf Gunnars Bitte hin. Der Frauenzank entsteht, als Brynhild von Grimhild verlangt, sie solle den Platz im Hochsitz verlassen, da dieser nur ihr allein gebühre. Der Mord an Sigurd geschieht auf ihr Verlangen. Der Tod Brynhilds wird in der Thidrekssaga nicht geschildert; sie überlebt, ähnlich wie im Nibelungenlied, ohne weiter in der Geschichte hervorzutreten.

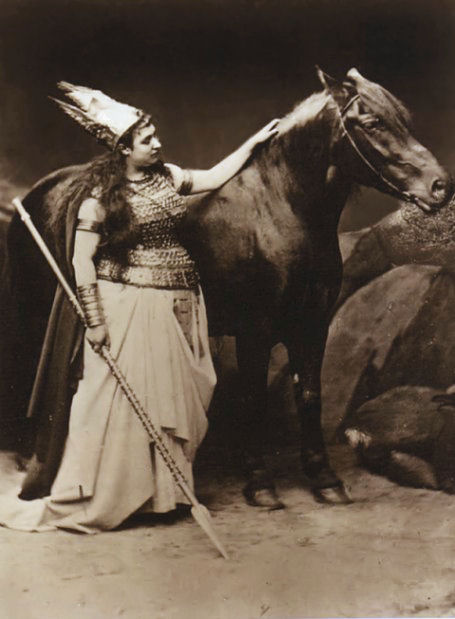
Amalie Materna, die erste Brünnhilde der Bayreuther Festspiele, mit einem Pferd, das Grani verkörpert

## Moderne Bearbeitungen
Als „Brunhild“ ist sie die Titelfigur in Emanuel Geibels Drama Brunhild. Eine Tragödie aus der Nibelungensage.
In der Schreibweise „Brünnhilde“ taucht sie als Figur in Richard Wagners Oper Der Ring des Nibelungen auf, insbesondere in Die Walküre, Siegfried und Götterdämmerung, wo sie eine der Walküren und Wotans Tochter ist. Wagner entschied sich für diese Schreibung, um die Bedeutung des Namens hervorzuheben.
In der 1997 veröffentlichten, neunteiligen Fantasy-Romanreihe Die Nibelungen ist Brünhild die Protagonistin in zwei Romanen, nämlich Die Flammenfrau sowie Das Zauberband.
Auf ihrem Album Brot und Spiele vertonte die Mittelalter-Rockband Saltatio Mortis die Geschichte der Brunhild basierend auf der Version aus der Liederedda.